# Kamer (gebouw)

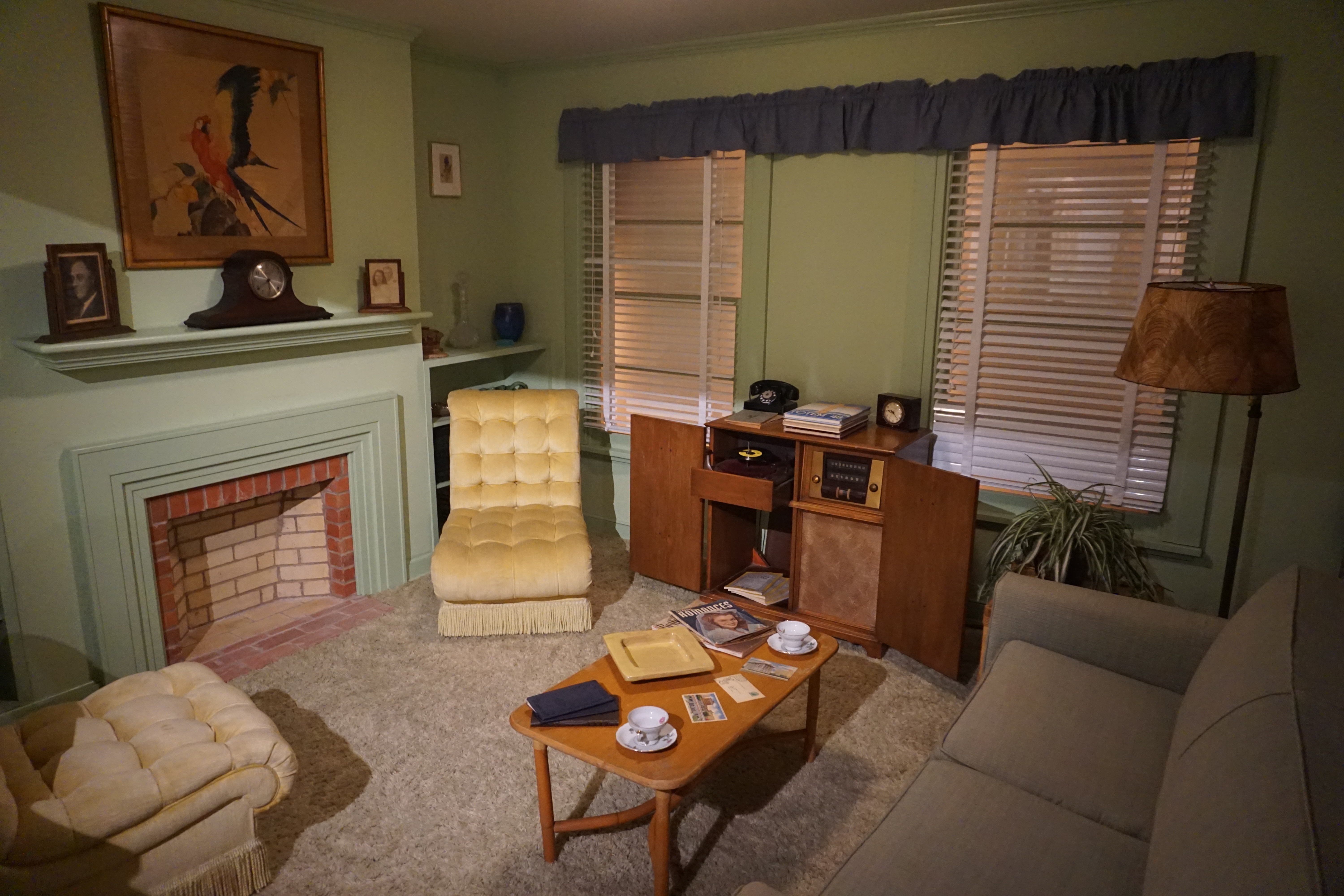
Een woonkamer uit de VS, zoals die er in 1948 uitgezien kan hebben. In het Grace Museum, Texas.

Een kamer in een gebouw is een besloten ruimte binnen een aantal muren, met bovendien een vloer en een plafond. Een kamer kan men meestal betreden via een deur. De ingang van de kamer verbindt deze met een andere ruimte, zoals een gang, andere kamer of met de buitenlucht.
De ruimte in een kamer is meestal groot genoeg om meerdere mensen erin te laten bewegen. De grootte, inrichting en soms plaatsing van de kamer in het gebouw ondersteunen de activiteit(en) die daarin moeten worden uitgevoerd.
In de regel worden kamers die niet voor woondoeleinden worden gebruikt, zoals opslagruimtes, garages, stallen, fietsenstalling, schuur en andere ruimten binnenshuis zoals verkeersruimten. Voorbeelden van deze verkeersruimten zijn gangen, liftschachten. Dergelijke kamers worden niet als dusdanig aangeduid, maar in plaats daarvan met het bredere begrip ruimte. Er bestaan echter ook ruimtes met eenzelfde doel als een kamer die echter in het Nederlands niet aangeduid worden met de suffix kamer. Voorbeelden zijn een hut op een schip, een coupé in een trein en een cel in een gevangenis.
Kamers op de begane grond of woonlagen daarboven hebben meestal een of meer ramen die voor licht en ventilatie zorgen. Kamers die geheel of deels onder de grond liggen kunnen daarentegen een kelderraam of een lichtschacht hebben, terwijl kamers op de bovenste verdieping (ook of alleen) dakramen kunnen hebben.
Het aantal kamers in een gebouw varieert sterk en is afhankelijk van de grootte van de het gebouw en de behoeften van de bewoners en of gebruikers.

## Etymologie en samenstellingen
Het Nederlandse woord kamer is gebaseerd op het Latijnse camera, dat gewelfde vertrek betekent. Het Latijnse camera is weer ontleend aan het Griekse kamára dat huifwagen of gewelfde kamer betekent. Het woord cameren komt voor in het handschrift van Floris ende Blancefloer, dat uit 1170-1175 dateert.
Er zijn talloze samenstellingen met het woord kamer, waarvan vele nauwelijks of helemaal niet te maken met de ruimte in een gebouw. Voorbeelden zijn hartkamer, magmakamer en ionisatiekamer.

## Geschiedenis
Woningen van mensen bestonden en bestaan in de meest simpele vorm uit een enkele ruimte, waarin alle bezigheden plaatsvinden die mensen binnenshuis doen, zoals koken, eten, slapen, kinderen verzorgen, spelen en allerlei sociale activiteiten.
Kamers, voor zover gedefinieerd als verschillende delen van een woonruimten, zijn al aangetroffen in steden uit het neoliticum, zoals in de opgravingen van Çatalhöyük-site (8e tot 6e millennium voor Christus, in het huidige Turkije). De woningen waren niet geopend naar straten, maar naar de bovenste platforms. De kamers waren bereikbaar via openingen in de plafonds en trappen. Er zijn ten minste twee verschillende kamers aangetroffen die gebruikt werden voor verschillende activiteiten, en ook kamers voor opslag.
Later, bij de vroege Minoïsche culturen rond 2200 voor Christus, zijn ook kamers gevonden. Opgravingen in Akrotiri op Santorini laten duidelijk gedefinieerde kamers zien binnen grotere gebouwen.
In vroege gebouwen blijken al verschillende soorten kamer aanwezig te zijn, zoals slaapkamers, keukens, badkamers, opslagruimtes, ontvangstruimten en andere kamers met een speciaal doel. De opgravingen in Akrotiri laten ook al kamers zien die boven elkaar zijn gebouwd en die met elkaar zijn verbonden door trappen. Er zijn ook badkamers gevonden met sanitair van albast, zoals wastafels, badkuipen en toiletten, allemaal voorzien van twee leidingen van keramiek; een voor koud en de ander voor warm water.
In het oudgriekse huis (oikos) werd onderscheid gemaakt tussen de openbare, mannelijke ruimtes (andron) en de privéruimtes, vrouwelijke ruimtes (gynaikeion). Daarnaast was er een slaapkamer van het echtpaar (thalamos).
Ook in Rome bestonden complexe bouwvormen met verschillende soorten kamers, waaronder enkele van de vroegste voorbeelden van kamers in een badhuis. De namen voor de ruimtes in de woningen voor de hogere klasse zijn in de westerse beschaving millennia lang blijven bestaan. Zo kennen we vestibulum, atrium, tablinum, triclinium en cubula.
De Anasazi-beschaving die vanaf 100 tot 1600 bestond in het zuiden van de huidige Verenigde Staten, kende ook een vroege ontwikkeling van kamers. Waarschijnlijk zijn dit de oudste kamers in Noord-Amerika. De Maya's van Midden-Amerika kenden ook geavanceerde configuratie van gebouwen met kamers.
In de vroege Han-dynastie in China ontstonden ook complexen met kamers, bestaande uit meerdere verdiepingen. Deze werden vooral gebruikt voor religieuze en openbare doeleinden.
In Nederland verschenen aparte kamers in woonhuizen pas op grote schaal vanaf de 14e eeuw.

## Kamers in woningen naar gebruiksdoel

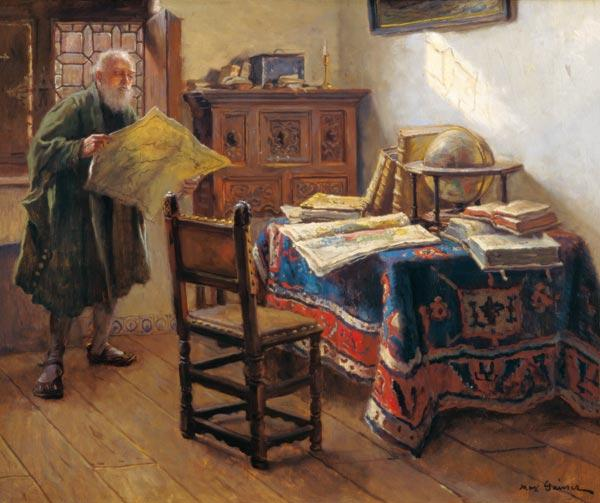
Een geograaf in zijn studeerkamer, schilderij van Max Gaisser (1857–1922)

Kamers worden onderscheiden naar het gebruiksdoel. Er zijn kamers die door de bewoners worden gedeeld, zoals de woonkamer of de eetkamer, en er zijn privékamers, zoals de badkamer en de slaapkamer.
Er bestaan de volgende soorten kamers, naar het gebruiksdoel:
- woonkamer`
- keuken
- badkamer
- slaapkamer, logeerkamer
- voorraadkamer, provisiekamer
- eetkamer
- studeerkamer, kantoor, atelier, schrijfkamer, leeskamer, vergaderruimte
- kinderkamer, babykamer, speelkamer

### Werkkamers
Sommige kamers zijn bedoeld voor het huishoudelijk werk, zoals keukens, voorraadkasten en kelders, allemaal bedoeld voor de bereiding en de opslag van voedsel. Een thuiskantoor of studeerkamer wordt gebruikt voor huishoudelijk papierwerk of voor zakelijke doeleinden. Sommige werkruimtes worden aangeduid met de beoogde activiteit: een naaikamer wordt bijvoorbeeld gebruikt voor het naaien en de wasruimte wordt gebruikt voor het wassen en strijken van wasgoed.
Andere kamers zijn bedoeld voor comfort en reinheid, zoals het toilet en de badkamer. Deze kunnen gecombineerd zijn in een ruimte of er kunnen aparte kamers voor bestaan in een gebouw. Grotere woningen of sportcomplexen beschikken over een kleedkamer.
In de 17e, 18e en 19e eeuw werden de werkruimtes, afgezonderd van de andere faciliteiten van het gebouw, met name bij de rijkere mensen die zich een groter huis konden veroorloven. De keuken werd losgemaakt van het hoofdgedeelte van het huis, of in de kelder geplaatst, met als doel om het risico op brand te verminderen en de hitte en geur van het koken tijdens de warme maanden uit het hoofdgebouw te houden. Het toilet, vaak een eenvoudige latrine, werd in een bijgebouw geplaatst om de geur en insecten uit het hoofdgebouw te houden.

### Kamers voor sociale activiteiten

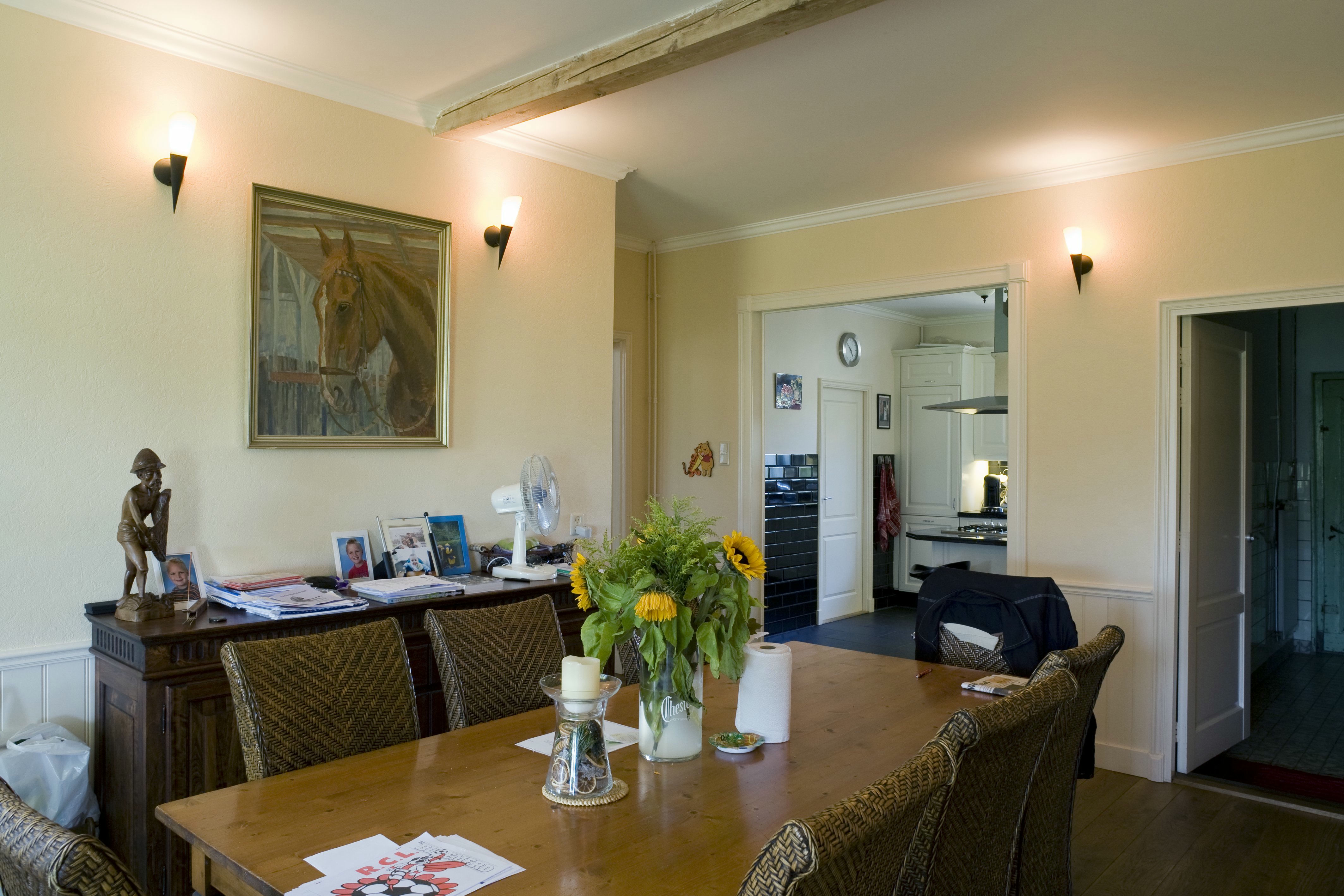
Een eetkamer met een doorkijk naar de keuken, Leiderdorp, 2007

In de loop van de tijd is er een verscheidenheid aan kamertypes ontstaan, die sociale activiteiten als hoofddoel hebben.
In voorgaande eeuwen hadden zeer grote huizen vaak een grote hal. Het was oorspronkelijk een openbare ruimte en is nog vaak te zien in het hoofdgebouw van een adellijk landgoed. In deze ruimte konden mensen elkaar ontmoeten die zaken deden met de plaatselijke grondeigenaar of zijn huisgenoten. Omdat het de grootste ruimte van het gebouw was, kon deze hal ook worden gebruikt als eetkamer voor grote banketten, of kon de hal tot balzaal worden omgebouwd. Aan de zijkant, of in een ander deel van het huis, had men veelal een salon, die werd gebruikt als een kamer met meer privacy, waar de familie van de eigenaar en hun vrienden konden praten, vergelijkbaar met de latere woonkamer.
Een zitkamer, woonkamer of salon is dus een plek voor sociale interactie en amusement. Een tegenwoordige trend is een kamer die speciaal is ingericht om mannen aan te spreken, een mancave. Sommige grotere woningen hebben speciale ruimtes voor entertainment; zoals een bibliotheek, een thuisbioscoop, een biljartkamer, een speelkamer of een muziekkamer.
In sommige woningen is het eetgedeelte van de woonkamer afscheiden en is er een eetkamer.

### Slaapkamers

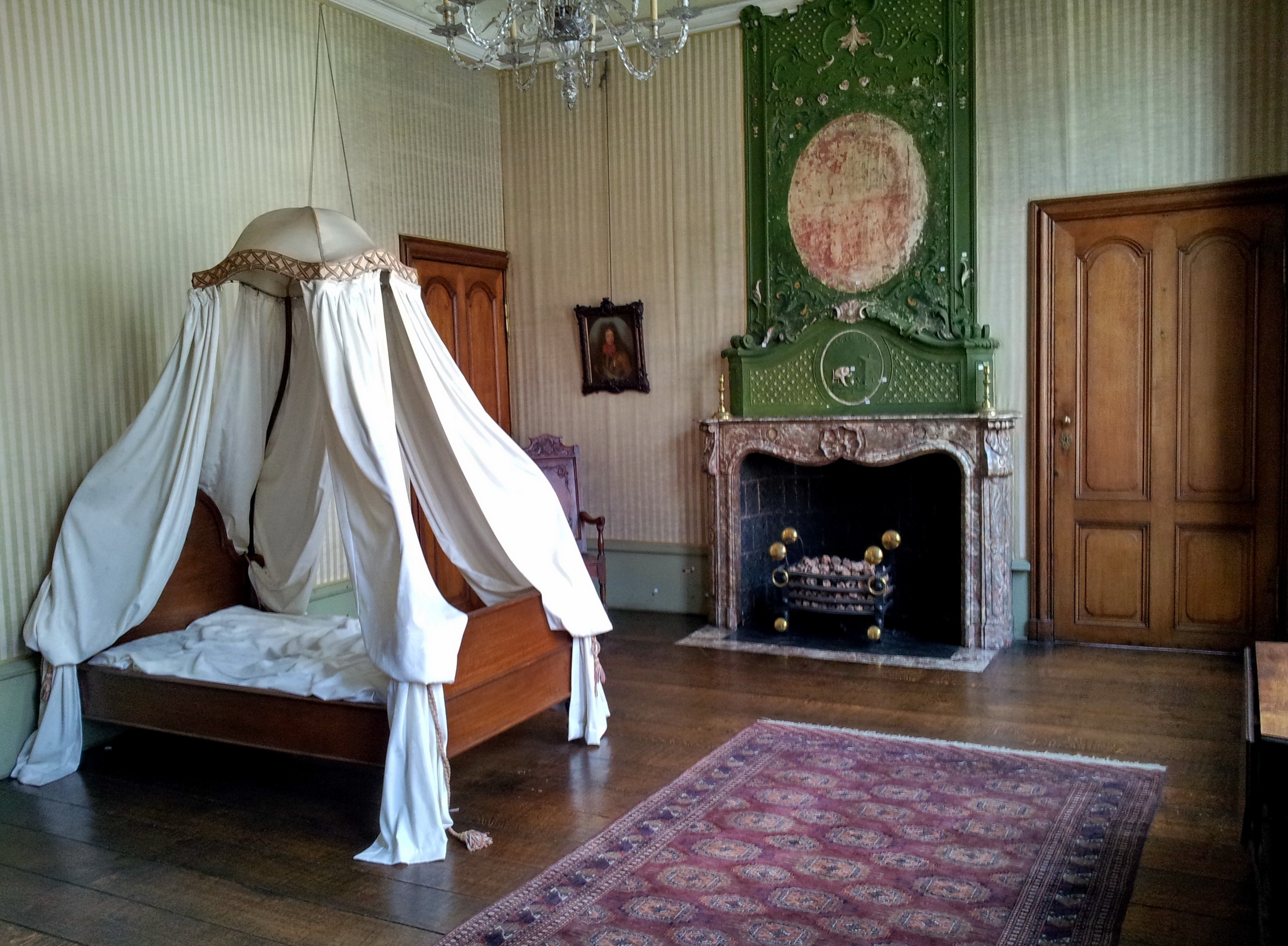
Een 18e-eeuwse slaapkamer, Museum d'Ansembourg, Luik

Een slaapkamer is de kamer waar ten minste een bed in staat. Het voornaamste doel ervan is uiteraard slapen. Een slaapkamer in een woning kan een eigen badkamer hebben. Een logeerkamer is ook een slaapkamer, maar een die voornamelijk wordt gebruikt door gasten die blijven overnachten. Een woning kan ook een of meer kinderkamers hebben, slaapkamers voor baby's of jonge kinderen. Deze kan gescheiden zijn van een speciale speelkamer, maar in kleinere woningen wordt dit gecombineerd, of spelen de kinderen in de woonkamer.
Een groot huis kan meerdere slaapkamers bevatten, die als er niet zoveel bewoners zijn ook voor andere doeleinden worden gebruikt. Zo kan er een kleedkamer worden ingericht, of een hobbykamer. In de Tudor-periode had een slaapkamer veelal een aparte ruimte, waar de bewoner kon bidden en privacy kon hebben; dit architecturale idee leeft voort in de inloopkast.
In het Verenigd Koninkrijk, maar ook in Nederland en België, worden veel huizen gebouwd met een opbergruimte (opslagruimte of opbergruimte) die gemakkelijk herkenbaar is en kleiner is dan de andere. De kleine afmetingen van deze kamers beperken het gebruik ervan, en ze worden meestal gebruikt als kleine eenpersoonskamer, kleine kinderkamer of als opslagruimte. In woningen voor welvarende mensen kunnen kamers zijn die bewoond worden door inwonend personeel.
Een ziekenkamer is een gespecialiseerde kamer, soms net groot genoeg om een bed te bevatten, waar een familielid kan worden verzorgd en gescheiden kan worden gehouden van de rest van het huishouden terwijl deze herstelt van een ziekte.

### Multifunctionele kamers
In kleinere huizen waren en zijn sommige kamers multifunctioneel. In een studio-appartement kan een enkele ruimte de meeste functies vervullen. Het toilet en bad of douche bevinden zich meestal in een aparte ruimte.
In sommige gebouwen was het boudoir van een dame zowel haar slaapkamer maar tevens een plek om een klein aantal intieme vrienden te ontvangen. In andere gevallen was het boudoir een entreeruimte vóór haar slaapkamer. 

## Kamers in woningen naar locatie in het gebouw
Kamers worden ook wel genoemd naar hun locatie in het gebouw:
- kelderkamer
- zolderkamer, bovenkamer
- tuinkamer
- hoekkamer
- voorkamer, achterkamer

## Kamers in andere gebouwen
Ook in andere gebouwen dan woningen worden kamers aangetroffen, bijvoorbeeld een wachtkamer bij een arts of op het station. In een winkel treft men een kleedkamer of paskamer aan. Is in de laatste gevallen de kamer kleiner dan een zekere (niet vastgelegde) omvang, dan spreekt men ook wel van een "-hokje". Daarnaast zijn er hotelkamers waar voor een overnachting betaald moet worden. Een slaapvertrek in een klooster wordt aangeduid met kloostercel. Op stations of in een ziekenhuis kan men een wachtkamer aantreffen. Kantoorgebouwen hadden in te tijd dat er nog veel papieren post werd verstuurd een postkamer. Een peeskamer wordt door een prostitué en haar of zijn klant gebruikt.
Een apart geval zijn de dode kamer en de galmkamer, ruimten speciaal ingericht voor het verrichten van akoestische metingen. Ook bijzonder is de donkere kamer, bedoeld om foto's, gemaakt op lichtgevoelige film, te ontwikkelen en af te drukken.

## Bouwbesluit
In het Nederlandse bouwbesluit wordt niet van kamers gesproken, maar wel van verblijfsruimten. Makelaars gebruiken de verblijfsruimten in een woning als een definitie van een kamer. Volgens het bouwbesluit, zoals dat geldt in 2024, moet een verblijfsruimte in een nieuwbouwwoning minimaal 5 m²  oppervlakte te zijn. De breedte dient minimaal 1,8 meter te zijn, en de hoogte minimaal 2,6 meter te hebben. Voor bestaande woningen geldt dan een minimale hoogte van 2,1 meter en worden geen eisen gesteld aan de oppervlakte en aan de breedte.